# Paul Adam (Schriftsteller, 1862)

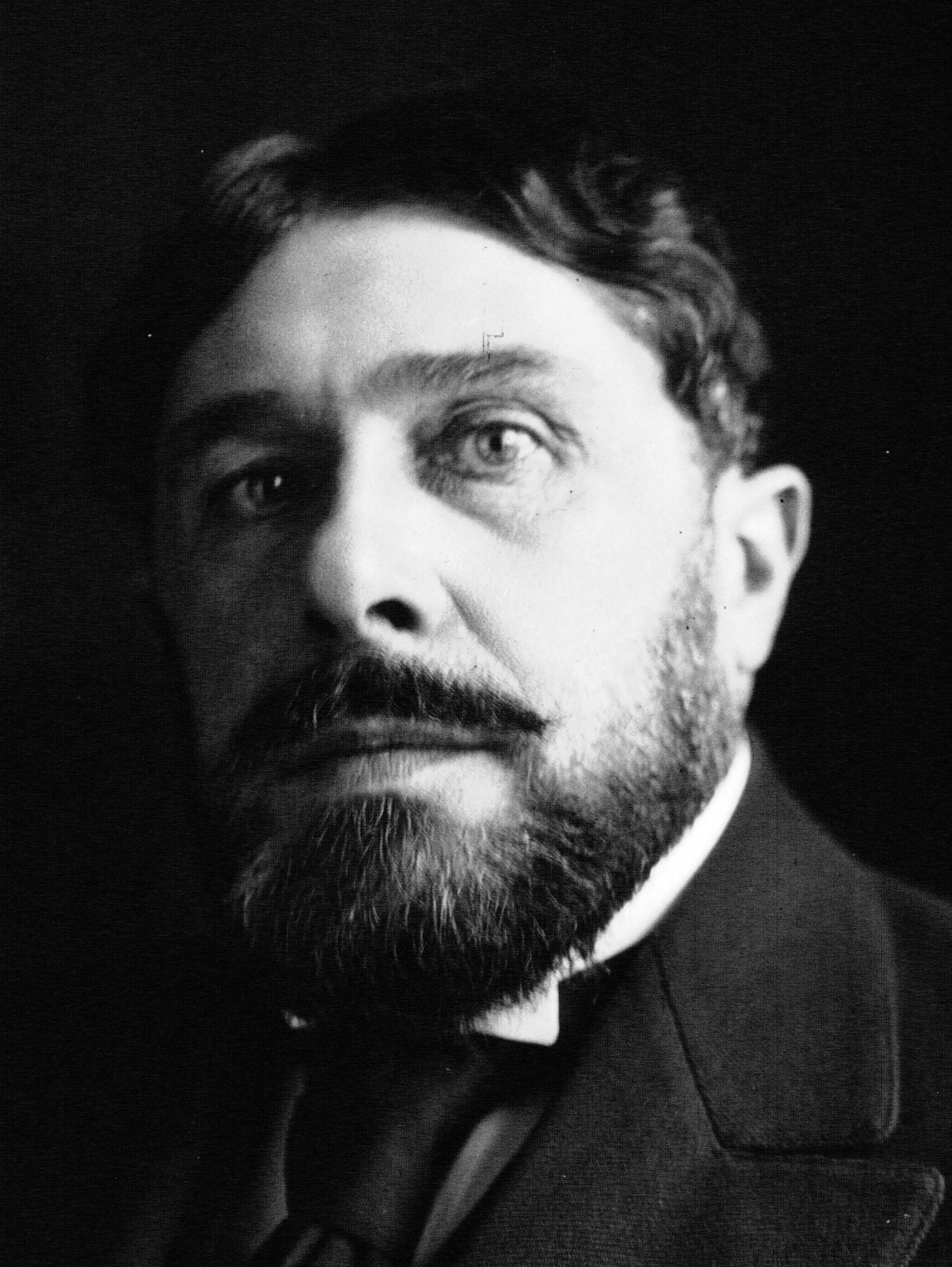
Paul Adam vor 1910; Fotografie von Nadar

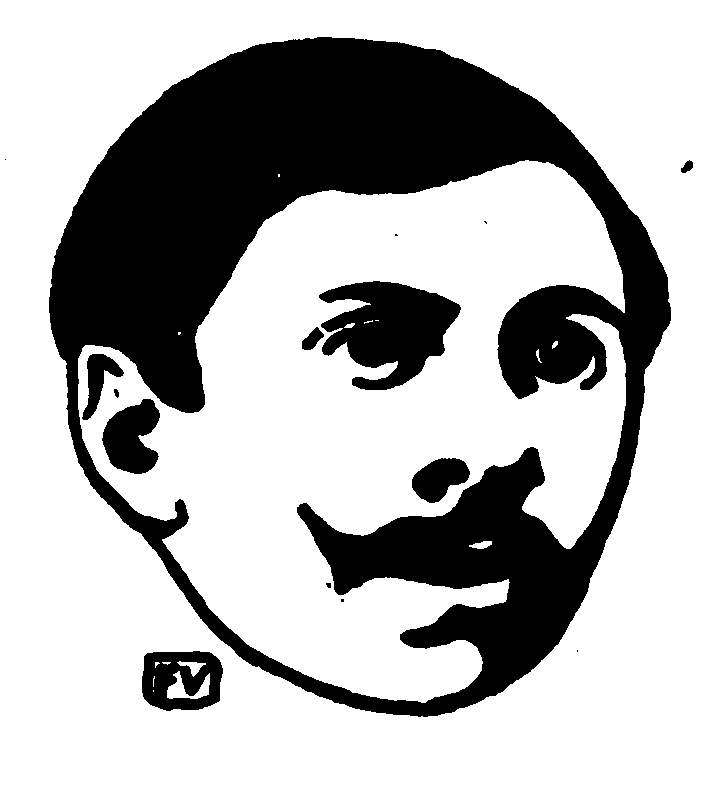
Porträt von Adam, gezeichnet von Rémy de Gourmont

Paul Adam (* 6. Dezember 1862 in Paris; † 1. Januar 1920 ebenda) war ein französischer Schriftsteller und Martinist.

## Leben und Schaffen
Paul Adam entstammte einer Industriellenfamilien aus dem Artois. Er begann seine literarische Karriere 1884 als Mitarbeiter der Revue indépendante, bevor er 1885 in Belgien seinen ersten naturalistischen Roman Chair molle publizierte. Der Roman provozierte einen Sittenskandal und führte zu einer Verurteilung zu zwei Wochen Gefängnis.
Gegen Ende der 1880er Jahre begann Adam in symbolistischen Zeitschriften wie Le Symboliste  und La Vogue zu publizieren. Zusammen mit Paul Ajalbert begründete er Le Carcan. 1886 publizierte er zusammen mit Jean Moréas Le thé chez Miranda und Les Demoiselles Goubert. Berühmt wurde Paul Adam schließlich 1888 mit dem Roman Être.
Mit seinen Zukunftsromanen Lettres de Malaisie (1897) (später unter dem Titel Cité prochaine veröffentlicht) wurde er zum Vorläufer des modernen Science-Fiction-Romans. Darüber hinaus schrieb Adam auch historische Romane, u. a. den zur napoleonischen Zeit  spielenden (unvollendeten) Romanzyklus um die Familie Hericourt mit den Bänden La Force (1899), L’enfant d’Austerlitz (1901), La Ruse (1903) und Au soleil de juillet (1903).
Als Anhänger des Generals Georges Ernest Boulanger gehörte Paul Adam zur politischen Rechten. Im Ersten Weltkrieg ging er zur moralischen Unterstützung der französischen Truppen an die Front und gründete die Ligue intellectuelle de fraternité latine.

## Werke
- Chair molle. 1885
- Soi. 1886
- Les Demoiselles Goubert, Mœurs de Paris. (mit Jean Moréas), 1886
- Le Thé chez Miranda. (mit Jean Moréas), 1886
- La glèbe. 1887
- Les Volontés merveilleuses. Être. 1888
- Les Volontés merveilleuses. L'essence de soleil. 1890
- Les Volontés merveilleuses. En décor. 1890
- L'Époque: Le Vice filial. 1891
- L'Époque: Robes rouges. 1891
- L'Époque: Les Cœurs utiles. 1892
- L'Automne: drame en trois actes. 1893
- Le Conte futur. 1893
- Critique des mœurs. 1893
- Les Images sentimentales. 1893
- Princesses byzantines. 1893
- La Parade amoureuse. 1894
- Le Mystère des foules. 1895
- Les Cœurs nouveaux. 1896
- La Force du mal. 1896
- L’année de clarisse. Pointes sèches de Gaston Darbour. Ollendorff, Paris 1897.[2][3]
- Le Temps et la Vie. (Tetralogie)
  - La Force. 1899
  - L'Enfant d'Austerlitz. 1901
  - La Ruse, 1827–1828. 1903
  - Au soleil de juillet, 1829–1830. 1903
- Le Serpent noir. 1905
- La Morale des Sports. 1907
- Le Malaise du monde latin. 1910
- Le Trust. 1910
- Le Lion d’Arras. 1919